# ADRA1B
ADRA1B (англ. Adrenoceptor alpha 1B) – білок, який кодується однойменним геном, розташованим у людей на короткому плечі 5-ї хромосоми.  Довжина поліпептидного ланцюга білка становить 520 амінокислот, а молекулярна маса — 56 836.
| 10         |  | 20         |  | 30         |  | 40         |  | 50         |
| ---------- |  | ---------- |  | ---------- |  | ---------- |  | ---------- |
| MNPDLDTGHN |  | TSAPAHWGEL |  | KNANFTGPNQ |  | TSSNSTLPQL |  | DITRAISVGL |
| VLGAFILFAI |  | VGNILVILSV |  | ACNRHLRTPT |  | NYFIVNLAMA |  | DLLLSFTVLP |
| FSAALEVLGY |  | WVLGRIFCDI |  | WAAVDVLCCT |  | ASILSLCAIS |  | IDRYIGVRYS |
| LQYPTLVTRR |  | KAILALLSVW |  | VLSTVISIGP |  | LLGWKEPAPN |  | DDKECGVTEE |
| PFYALFSSLG |  | SFYIPLAVIL |  | VMYCRVYIVA |  | KRTTKNLEAG |  | VMKEMSNSKE |
| LTLRIHSKNF |  | HEDTLSSTKA |  | KGHNPRSSIA |  | VKLFKFSREK |  | KAAKTLGIVV |
| GMFILCWLPF |  | FIALPLGSLF |  | STLKPPDAVF |  | KVVFWLGYFN |  | SCLNPIIYPC |
| SSKEFKRAFV |  | RILGCQCRGR |  | GRRRRRRRRR |  | LGGCAYTYRP |  | WTRGGSLERS |
| QSRKDSLDDS |  | GSCLSGSQRT |  | LPSASPSPGY |  | LGRGAPPPVE |  | LCAFPEWKAP |
| GALLSLPAPE |  | PPGRRGRHDS |  | GPLFTFKLLT |  | EPESPGTDGG |  | ASNGGCEAAA |
| DVANGQPGFK |  | SNMPLAPGQF |  |            |  |            |  |            |

A: Аланін

C: Цистеїн

D: Аспарагінова кислота

E: Глутамінова кислота

F: Фенілаланін

G: Гліцин

H: Гістидин

I: Ізолейцин

K: Лізин

L: Лейцин

M: Метіонін

N: Аспарагін

P: Пролін

Q: Глутамін

R: Аргінін

S: Серин

T: Треонін

V: Валін

W: Триптофан

Кодований геном білок за функціями належить до рецепторів, g-білокспряжених рецепторів, білків внутрішньоклітинного сигналінгу, фосфопротеїнів. 
Задіяний у такому біологічному процесі як поліморфізм. 
Локалізований у клітинній мембрані, цитоплазмі, ядрі, мембрані.